# Muzaffer Badalıoğlu
Muzaffer Badalıoğlu, von einigen Quellen auch als Muzaffer Badaloğlu bezeichnet (* 13. November 1960 in Zonguldak; † 20. Januar 1989 in Havza), war ein türkischer Fußballspieler. Er war sowohl für seinen Heimatverein Zonguldakspor als auch für seinen späteren Verein Samsunspor einer der wichtigsten Spieler zu deren erfolgreichsten Zeiten. Er verstarb im Januar 1989 bei einem schweren Verkehrsunfall, in dem der Mannschaftsbus von Samsunspor während der Hinfahrt einer Auswärtspartie beteiligt war. Sein Name ist seither eng mit diesem Unfall, der auch als Tragödie des 20. Januars (türkisch 20 Ocak Faciası) in die türkischen Sportannalen einging und eines der schlimmsten Tragödien des türkischen Fußballes angesehen wird, verbunden. Aufgrund seiner sehr engen Manndeckung, seiner harten Zweikämpfe und körperbetonten Spielweise erhielt er zu Spielerzeiten den negativ konnotierten Spitznamen Kasap Muzaffer (dt. Muzaffer, der Fleischer bzw. Fleischer Muzaffer). Nach direkten Zweikämpfen mit ihm verletzten sich beispielsweise die türkischen Nationalspieler Raşit Çetiner und Erdal Keser so schwer, dass sie längere Zeit ausfielen und anschließend entweder ihre Karrieren beenden mussten oder nie mehr zur alten Form zurückfanden. Er wurde von den Samsunspor-Anhängern in die Beste Elf der Vereinsgeschichte gewählt.

## Karriere

### Verein
Badalıoğlu startete seine Vereinsfußballkarriere in der Jugendabteilung seines Heimatvereins Zonguldakspor. Dieser Provinzverein wurde durch eine Reform im türkischen Fußball initiiert erst im Sommer 1966 gegründet und schaffte durch die Meisterschaft im Sommer 1973 die erste Teilnahme an der Türkiye 1. Futbol Ligi, der höchsten Spielklasse im türkischen Fußball. Badalıoğlu schaffte es im Sommer 1978 in die Profimannschaft. Sein Profidebüt gab er am 30. September 1978 in einer Ligabegegnung gegen Altay Izmir. Bis zum Saisonende absolvierte er zudem in der Liga 15 weitere Einsätze und eine Pokalbegegnung. In der nächsten Spielzeit, der Spielzeit 1979/80, eroberte sich Badalıoğlu einen Stammplatz. In dieser Spielzeit beendete seine Mannschaft die 1. Liga völlig überraschend auf dem 3. Tabellenplatz und erreichte damit die beste Erstligaplatzierung der Vereinsgeschichte. Badalıoğlu war als Abwehrspieler mit 27 Ligaeinsätzen einer der Spieler mit den meisten Einsätzen seiner Mannschaft. Zudem hatte er maßgeblich daran Anteil, dass seine Mannschaft mit 19 Gegentoren nach dem Meister Trabzonspor die Mannschaft mit den wenigsten Gegentoren wurde. In der nächsten Spielzeit kam Badalıoğlu auf 21 Ligaeinsätze und erlebte damit einen kleinen Rückschritt in seiner Karriere. Sein Team beendete die Saison auf dem 7. Tabellenplatz und blieb damit auch hinter der Vorjahresleistung. In der Saison 1981/82 fand die Mannschaft wieder zu alter Stärke zurück und beendete die Saison auf dem vierten Tabellenplatz. Damit wurde die zweitbeste Erstligaplatzierung der Vereinsgeschichte erreicht. Badalıoğlu zählte auch in dieser Spielzeit zu den wichtigsten Spielern seiner Mannschaft. Die nachfolgenden Jahre blieb Badalıoğlus Mannschaft hinter den Erwartungen zurück und spielte zuletzt gar gegen den Abstieg. Badalıoğlu selbst festigte seine Stellung innerhalb der Mannschaft und stieg dadurch zum Nationalspieler auf. 
Zu der Saison 1985/86 wechselte Badalıoğlu zum Erstliganeuling Samsunspor. Bei dem Aufsteiger der türkischen Schwarzmeerregion investierte die finanzstarke Vereinsführung in Neuverpflichtungen um den Verein in einen Meisterschaftsaspiranten zu verwandeln. So wurden bereits in der vorherigen Saison zwei von vielen Vereinen umworbenen Youngster Fatih Uraz und Levent Eriş verpflichtet und zum Saisonende der direkte Wiederaufstieg in die 1. lig erreicht. Nach dem Aufstieg investierte die Vereinsführung weiter in die Mannschaft und verpflichtete neben Badalıoğlu und dessen Teamkollegen Savaş Demiral auch noch erfahrenen bzw. verheißungsvollen Spieler wie Yaşar Yiğit, Orhan Kapucu, Erol Dinler. Badalıoğlu etablierte sich bei seinem Verein auf Anhieb als Stammspieler. In die 1. Lig aufgestiegen avancierte Badalıoğlus Team wie von der Vereinsführung beabsichtigt zur Überraschungsmannschaft der Erstligasaison 1985/86. Die Mannschaft beendete die Saison auf dem dritten Tabellenplatz und erzielte dadurch die beste Erstligaplatzierung der Vereinsgeschichte. Besonders gegenüber den größeren Vereinen zeigt die Mannschaft z. T. deutliche Überlegenheit. So wurde der amtierende Meister Fenerbahçe Istanbul zuhause mit 4:0 klar geschlagen und auch auswärts mit 1:0 besiegt. Badalıoğlu stach als einer der Leistungsträger und Abwehrchef der Mannschaft hervor. In der nächsten Saison spielte der Klub auch lange Zeit um die Meisterschaft mit, verpasste erst in den letzten Wochen den Anschluss an die beiden weiteren Meisterschaftsaspiranten Galatasaray Istanbul und Beşiktaş Istanbul. Im Türkischen Fußballpokal erreichte Badalıoğlus Mannschaft das Finale. Im Halbfinale setzte sich die Mannschaft gegen Fenerbahçe durch. Im Pokalfinale unterlag die Mannschaft Sakaryaspor und beendete die Saison auf dem vierten Tabellenplatz.

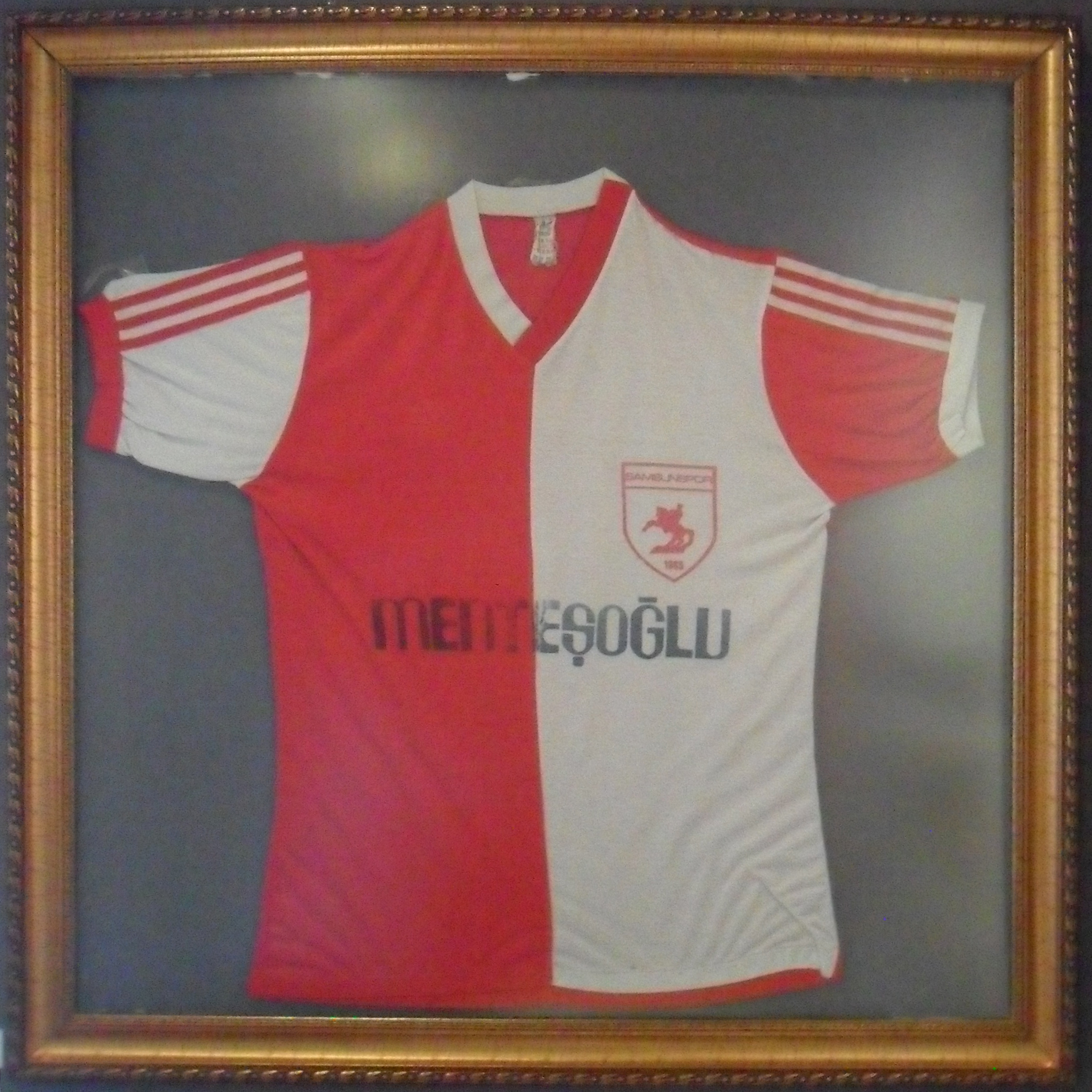
Trikot von Muzaffer Badalıoğlu, welches er im letzten Spiel vor dem Unfall am 20. März trug. Ausgestellt im Samsun Stadtmuseum

In die Saison 1988/89 startete der Verein ebenfalls erfolgreich und setzte sich oben fest. Badalıoğlu absolvierte hierbei bis zur Winterpause nahezu alle Ligabegegnungen. Beim ersten Spieltag der Rückrunde musste die Mannschaft auswärts gegen Malatyaspor antreten. Bei der Hinreise nach Malatya geriet der Mannschaftsbus Samsunspors in einen schweren Unfall, wodurch mehrere Spieler, Trainer und Vereinsfunktionäre tödlich verunglückten bzw. sich schwer verletzten. Aufgrund dieses Ereignisses konnte die Mannschaft in der Rückrunde am Spielgeschehen nicht teilnehmen, deshalb entschied sich der türkische Fußballverband, Samsunspor für die Rückrunde nicht antreten zu lassen. Alle Spiele wurden mit 3:0 für den Gegner Samsunspors entschieden. Samsunspor wurde damit Tabellenletzter, wurde aber von einem Abstieg ausgeschlossen. Uraz befand sich während des Unfalls im Mannschaftsbus und überlebte ihn mit einigen Verletzungen. Badalıoğlu zählte zu jenen Spielern die bei diesem schweren Unfall sich schwer verletzten und wenig später an den Folgen dieser Verletzungen verstarben. Er gilt seither als Symbolfigur dieses Unfalls, der als einer der größten Tragödien der Vereinsgeschichte im Speziellen und des türkischen Fußballs im Allgemeinen gilt. Zu jedem Jahrestag dieses Unfalls wird für ihn und seinen anderen bei diesem Unfall verstorbenen Mitspielern eine Andacht gehalten.

### Nationalmannschaft
Badalıoğlus Nationalmannschaftskarriere begann 1978 mit einem Einsatz für die türkische U-18-Nationalmannschaft. Nachdem er für diese Auswahl in den Jahren 1978 bis 1979 13 Einsätze absolviert hatte, begann er ab 1979 auch für die türkische U-21-Nationalmannschaft aufzulaufen.
Im September 1982 wurde Badalıoğlu im Rahmen eines Testspiels gegen die Ungarische Nationalmannschaft vom Nationaltrainer Coşkun Özarı zum ersten Mal und für das Aufgebot der türkischen Nationalmannschaft nominiert und absolvierte in dieser Partie sein erstes A-Länderspiel.
1987 spielte er zweimal für die Olympiaauswahl der Türkei.
Insgesamt absolvierte er ein damit 13 U-18-, drei U-21-, zwei Olympia- und vier A-Länderspiele für sein Land.

## Erfolge
Mit Zonguldakspor
- Tabellendritter der Süper Lig: 1979/80
- Tabellenvierter der Süper Lig: 1981/82

Mit Samsunspor
- Tabellendritter der Süper Lig: 1985/86,  1986/87
- Tabellenvierter der Süper Lig: 1987/88
- Türkischer Pokalfinalist: 1987/88